# Jean-Baptiste Camille Corot
Pour les articles homonymes, voir Corot.
Jean-Baptiste Camille Corot, généralement appelé Camille Corot, né le 16 juillet 1796 à Paris où il est mort le 22 février 1875, est un peintre et graveur français, un des fondateurs de l'école de Barbizon.
Issu d'une famille de commerçants aisés, il est autorisé en 1822 à embrasser la carrière de peintre, bénéficiant d'une rente familiale qui lui permet jusqu'à la mort de ses parents de vivre sans contrainte économique et de voyager en France et en Italie, où il séjourne à trois reprises. Il passe longtemps pour un peintre amateur avant d'être reconnu vers 1850.
Il est aussi connu pour ses actions philanthropiques.

## Biographie

### Origines familiales
Né le 16 juillet 1796 au numéro 125 de la rue du Bac, à Paris, Corot est issu d’une famille de commerçants aisés.
Il est le fils de Marie Françoise Corot (1768-1851), née Oberson, fille d'un garde suisse du château de Versailles sous le règne de Louis XVI.
Son père, Jacques Louis Corot (1771-1847), avait hérité de la boutique de perruquier de son beau-père[pas clair] avant de travailler aux côtés de son épouse.
Les Corot deviennent ensuite marchands de modes et tiennent une boutique réputée à l’angle de la rue du Bac et du quai Voltaire, fournissant notamment la duchesse d'Orléans à l'époque de la Restauration.
Les Corot ont deux autres enfants, Annette Octavie (1793-1874) et Victoire Anne (1797-1821) qui vivent à l'étage au-dessus du magasin[pas clair].

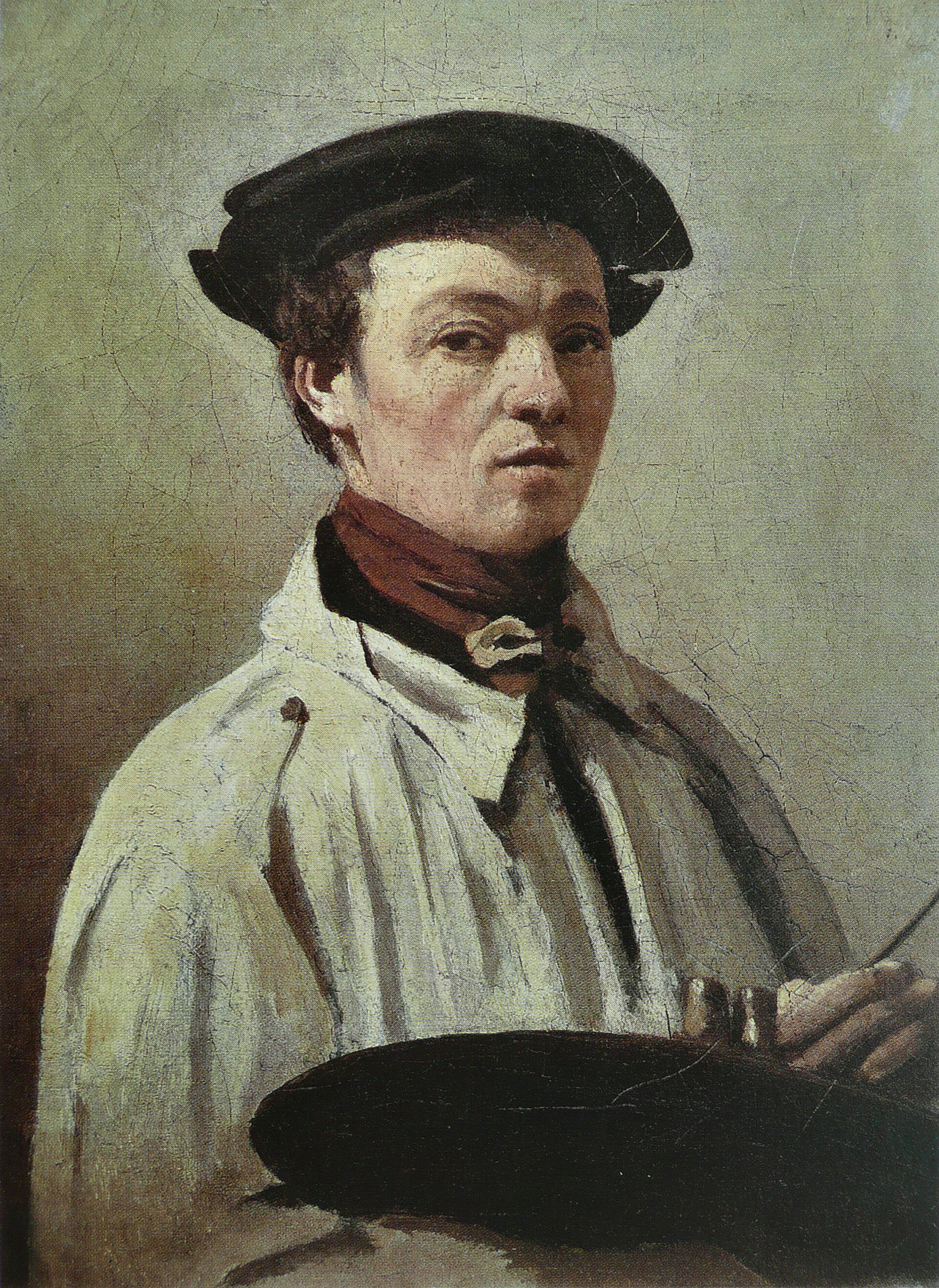
Corot, la palette à la main (vers 1830). Huile sur toile,, Florence, Corridor de Vasari, Collection d'autoportraits du musée des Offices.

### Formation

#### Études secondaires (1803-1815)
Corot fait des études sans éclat à la pension Letellier à Paris (1803-1807), puis au lycée Pierre-Corneille de Rouen (1807-1812). Le dimanche, il est accueilli par des amis de ses parents, les Sennegon, auprès desquels il apprend à aimer la nature. Leur fils, Laurent Denis Sennegon, épousera la sœur du peintre en 1817.
Il passe les années 1813-1815 au pensionnat du lycée de Poissy[pas clair].

#### Apprentissage commercial (1815-1822)
Il est placé en apprentissage par son père successivement chez deux marchands de drap parisiens : 
- en 1815, chez Ratier (rue de Richelieu) chez qui l'apprenti se révèle si piètre vendeur que son patron l'emploie comme coursier ;
- en 1817, chez Delalain (rue Saint-Honoré[10]).

Mais il n’a pas de goût pour le commerce et suit le soir des cours de dessin à l'académie Suisse du quai des Orfèvres.
En 1822, alors que son père veut lui assurer un emploi en lui offrant un fonds de commerce en vue de reprendre la tradition familiale, il finit par convaincre ses parents de l’autoriser à poursuivre une carrière de peintre, obtenant d’eux une rente annuelle de 1 500 francs, dont bénéficiait auparavant sa sœur morte en 1821. L’aisance de ses parents le met à l’abri du besoin, mais en contrepartie il restera dépendant d’eux jusqu'à leur mort.

#### Formation artistique (1822-1825)
Il peut désormais louer un studio quai Voltaire et en fait son atelier.
Il entre dans l’atelier du peintre paysagiste Achille Etna Michallon (1796-1822), Grand Prix de Rome du paysage historique en 1817, qui vient de rentrer à Paris. Michallon inculque à Corot les principes du néo-classicisme et l’encourage à travailler en plein air.
Dès cette époque, Corot réalise de nombreux dessins au crayon où il introduit le relief et les jeux de lumière. Michallon l'emmène avec lui découvrir Marlotte, village du groupe de Marlotte[réf. nécessaire], réunissant des peintres prenant leurs distances avec ceux de Barbizon.
Mais il meurt quelques mois plus tard. Corot poursuit sa formation avec Jean-Victor Bertin, qui a eu Michallon comme élève, et qui, comme lui, enseigne à Corot la science des compositions néoclassiques et du paysage historique.
Ses deux maîtres sont des élèves et émules de Pierre-Henri de Valenciennes, un des précurseurs du paysage moderne, qui encourageait ses élèves à peindre en plein air des études qui leur servaient ensuite pour composer leurs tableaux. C'est dans cette lignée que Bertin l’incite à aller travailler en forêt de Fontainebleau. Corot est un des premiers peintres à travailler dans le village de Barbizon, mais il peint aussi dans la vallée de la Seine et sur les côtes de la Manche.
Le rapport entre les idéaux classiques et l’observation de la nature, lui-même hérité de l’enseignement de Pierre-Henri de Valenciennes, devait rester fondamental tout au long de sa carrière.

### Débuts artistiques

#### Séjours en Italie
Depuis le XVIIIe siècle, le voyage en Italie fait partie du Grand Tour, formation de tout jeune artiste. Corot est déjà familier des paysages italiens, qu’il a copiés sur les toiles rapportées d’Italie par Michallon.
Il séjourne de 1825 à 1828, à Rome, Naples et Venise. Durant cette période, il se lie avec un autre paysagiste néoclassique précurseur de l’école de Barbizon, Théodore Caruelle d'Aligny.
Il se rend une seconde fois en Italie en 1834 (Toscane, Venise), et de nouveau en 1843.

#### Voyages en France
Corot parcourt aussi les provinces françaises à la recherche de paysages qu’il peint pour le plaisir et pour l’enrichissement visuel qu’ils lui apportent : peignant d'abord à Ville-d'Avray, près de Paris, où ses parents possèdent une maison, il se rend fréquemment, entre 1830 et 1845, en Normandie, chez ses amis les Sennegon, mais aussi en Auvergne, en Provence, en Bourgogne, en Bretagne, chez son élève et ami Charles Le Roux, au Pasquiaud (commune de Corsept, Loire-Atlantique), en Charente, dans le Morvan (en particulier à Lormes), ainsi qu’en Suisse. Le plus souvent, il séjourne chez des amis peintres ou drapiers.
Il peint surtout des paysages, mais s’intéresse aussi aux architectures (La Cathédrale de Chartres, 1830). Mais ces toiles ne sont pour lui que des études, qu’il ne songe pas à exposer. Elles sont en effet destinées à être réemployées dans des compositions plus ambitieuses, à caractère historique, mythologique ou religieux, seules dignes, selon l’idéal néo-classique, d’être présentées au public.

#### Les premiers salons
Corot affronte pour la première fois le Salon en 1835 avec un grand tableau intitulé Agar dans le désert (1835, Metropolitan museum of art), illustration d’un épisode de la Genèse, qui est reçu favorablement.
Dans les années suivantes, Corot participe régulièrement au Salon, alternant thèmes religieux et mythologiques. À partir de cette époque, il attire l’attention de ses contemporains et, souvent, leur admiration. Pourtant, Corot s’avère difficile à classer, et échappe aux écoles : si les « modernes », séduits par son traitement du paysage, regrettent son attachement obstiné aux thèmes néoclassiques, les néoclassiques, pour leur part, regimbent devant le traitement réaliste de ses arbres et de ses rochers.
Au Salon de 1840, la carrière de Corot gagne en notoriété avec le succès puis l'achat du Petit Berger (1840) par l'État sous la monarchie de Juillet 

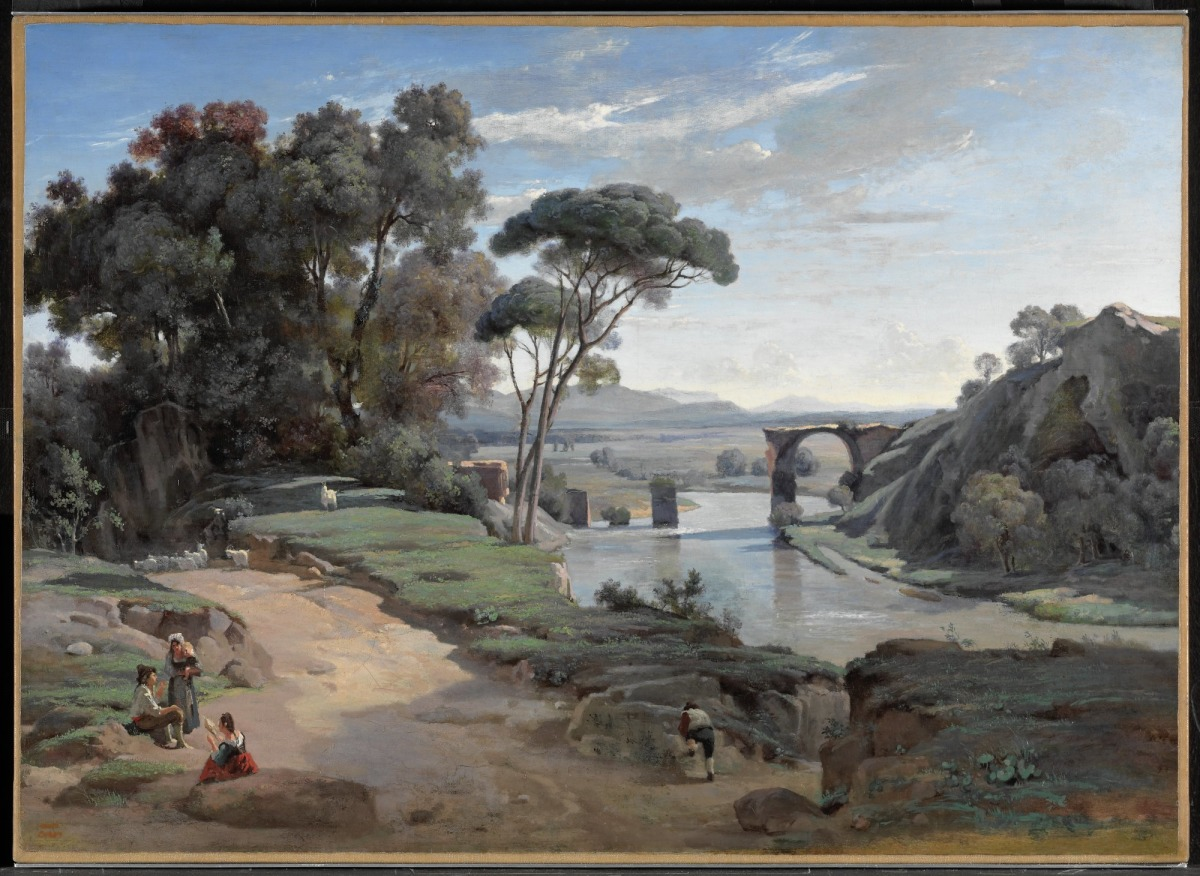
Le pont de Narni, Salon de 1827, Huile sur toile, Ottawa, musée des Beaux-Arts du Canada
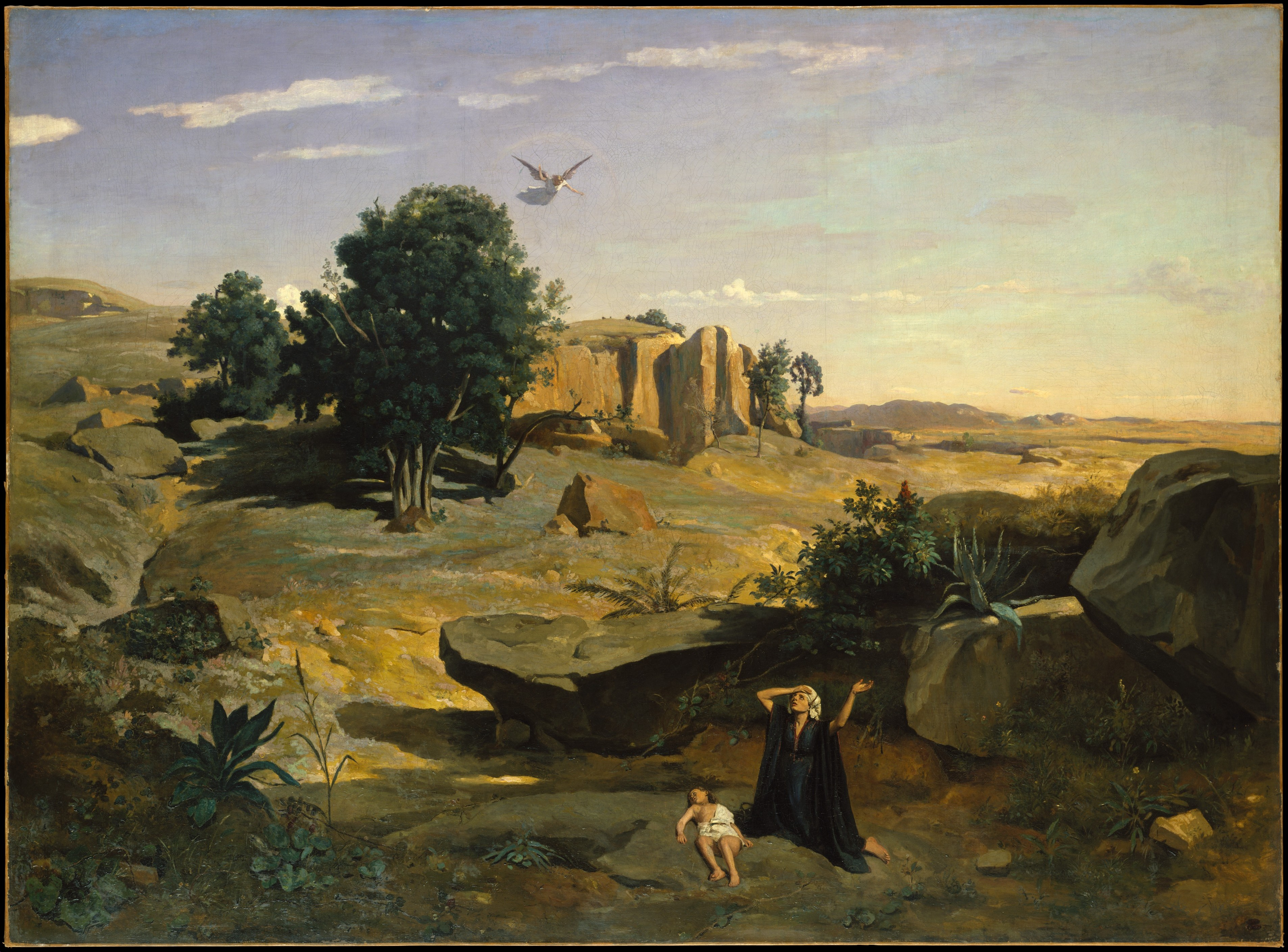
Agar dans le Désert, Salon de 1835, Huile sur toile, New York Metropolitan Museum of Art
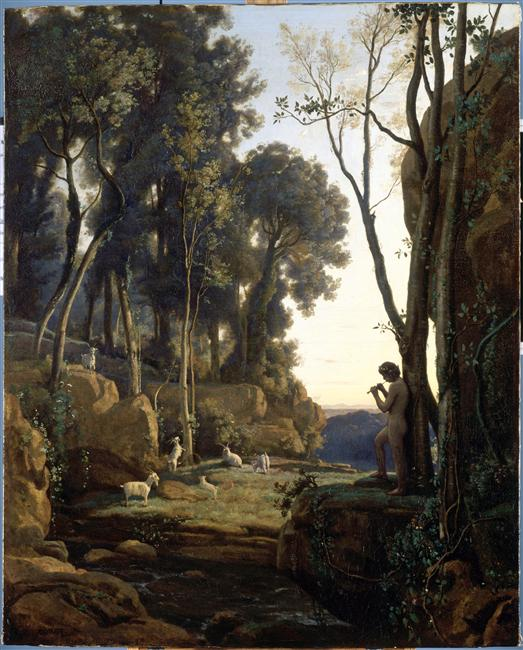
Le Petit Berger ou Paysage, soleil couchant, Salon de 1840, Metz, musée de la Cour d'Or
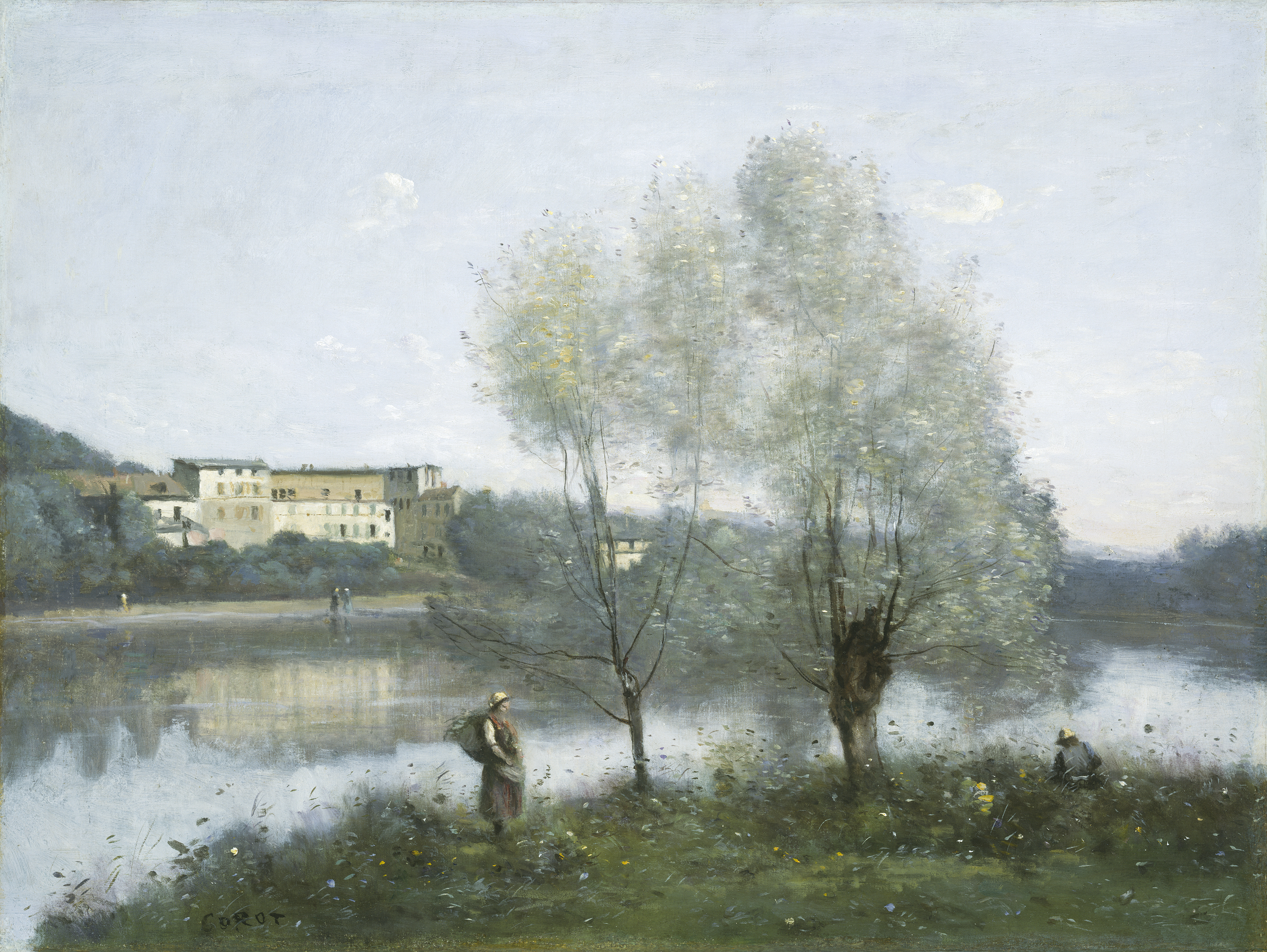
Ville-d'Avray (1865). Huile sur toile, Washington, National Gallery of Art.
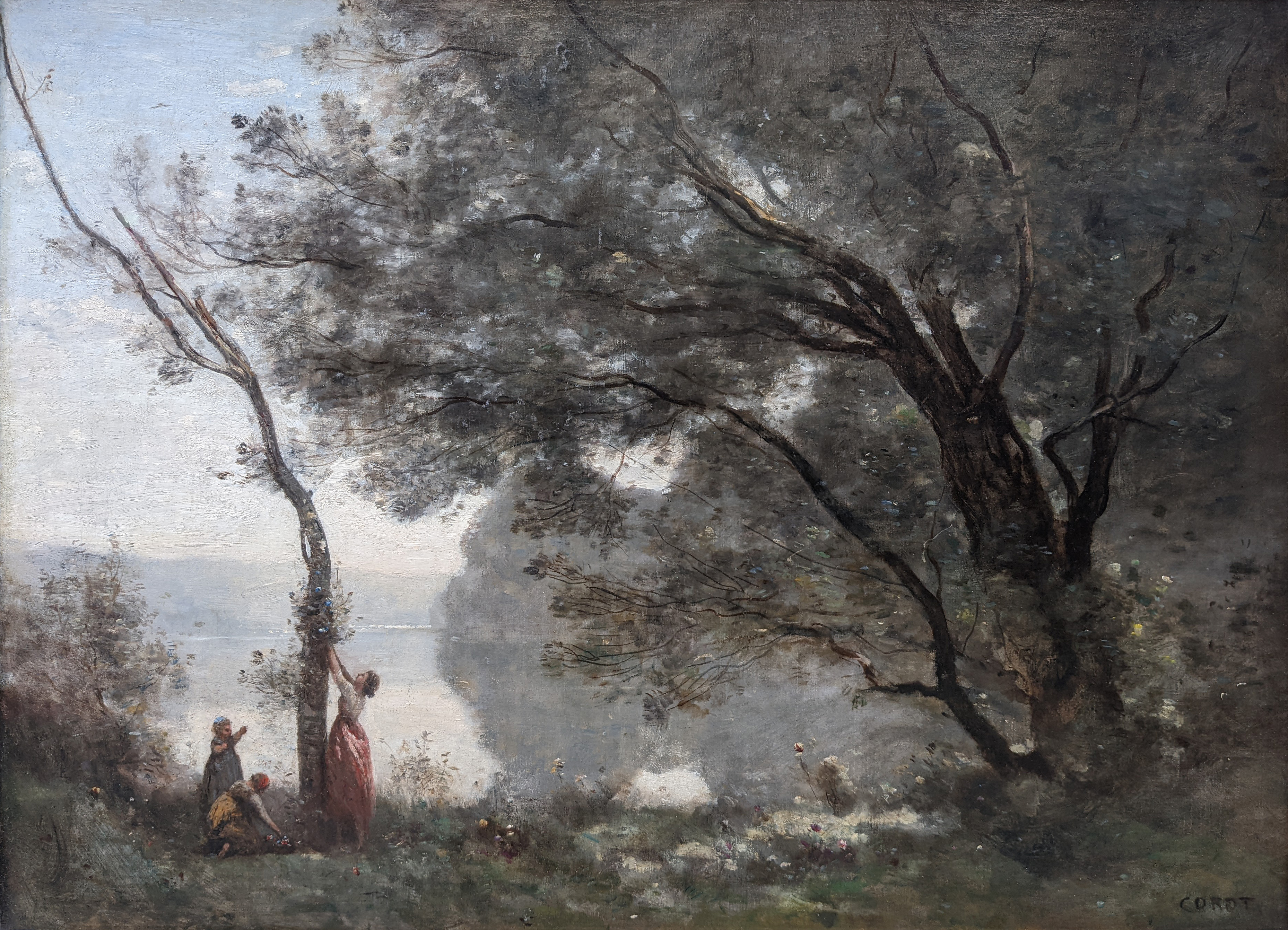
Souvenir de Mortefontaine (1864). Huile sur toile, 89 × 65 cm, Paris, musée du Louvre.
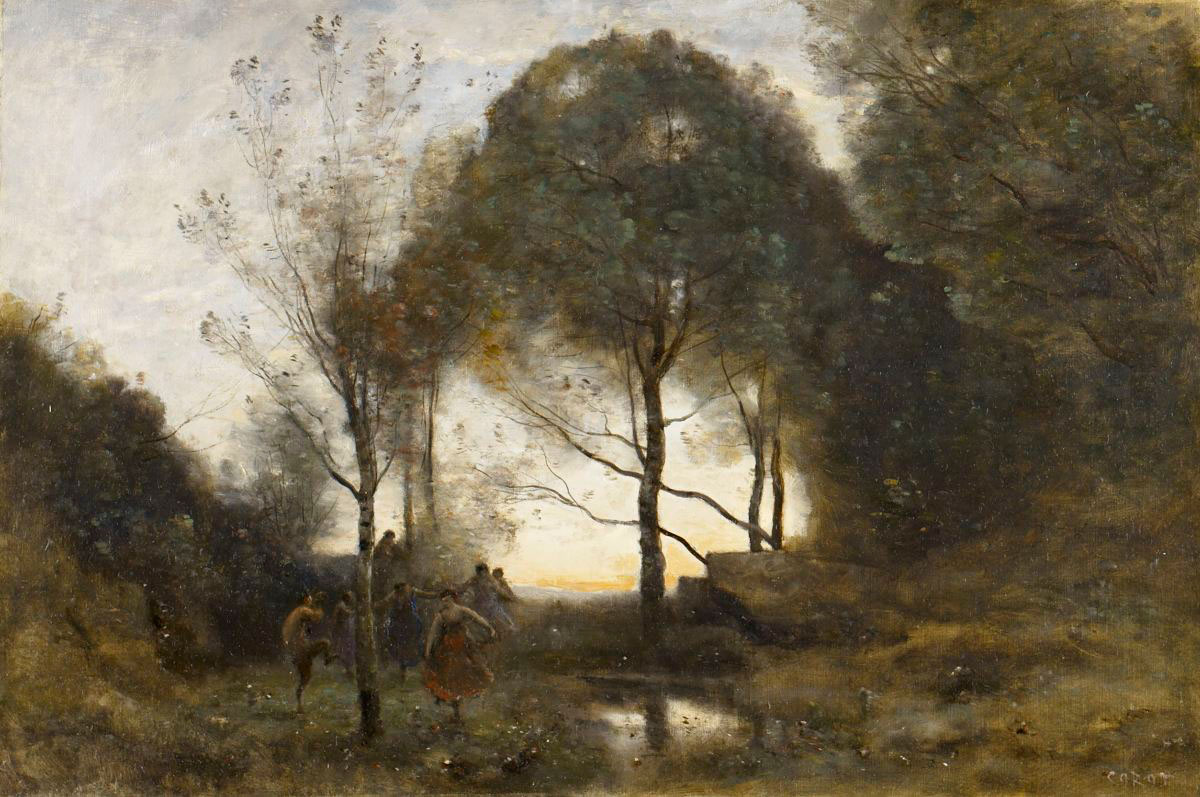
Nymphes et Faunes (avant 1870). Huile sur toile, 90,1 x 53,9 cm, Birmingham Museum and Art Gallery.

### Période de la maturité

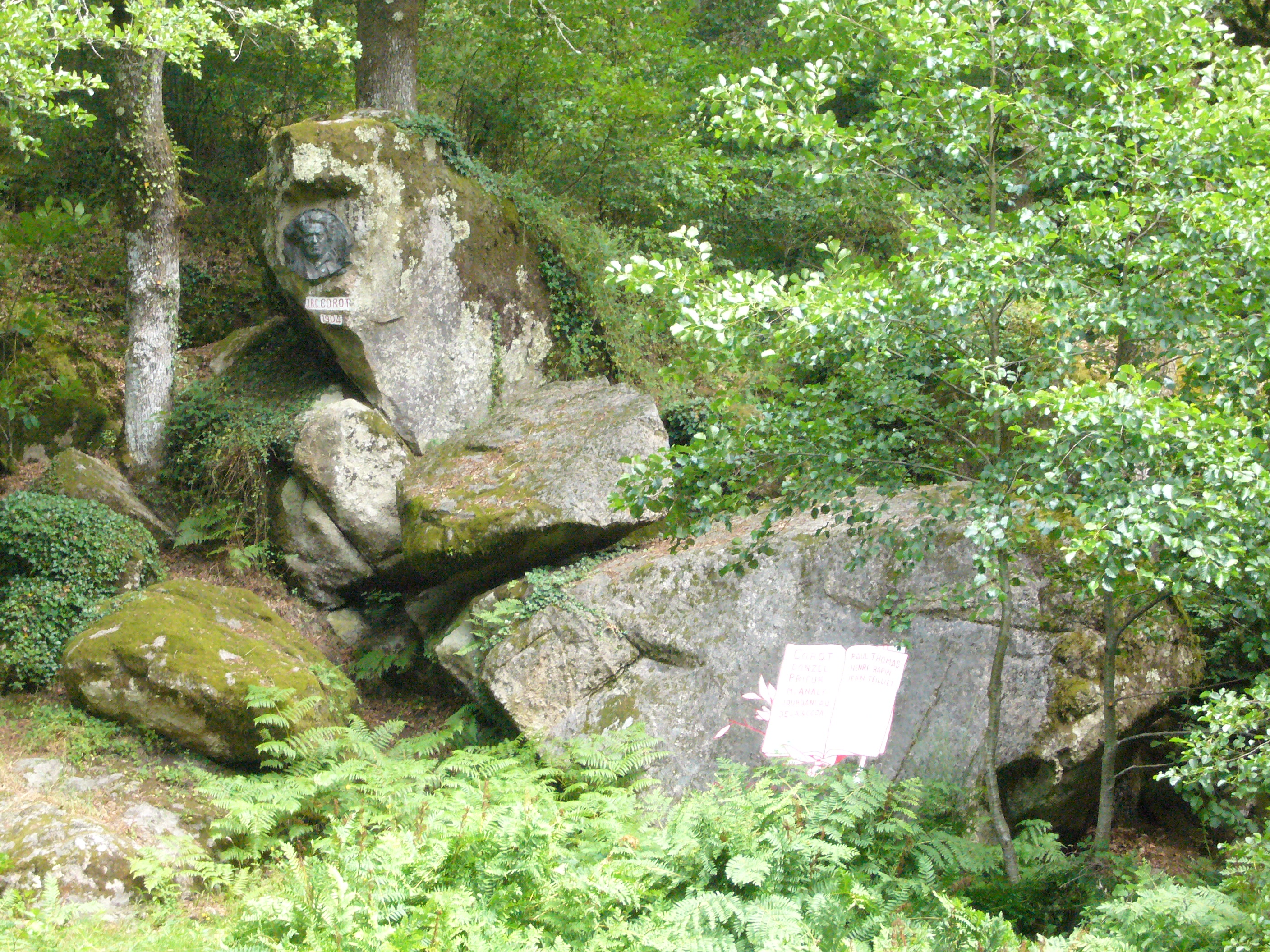
Le site Corot de Saint-Junien.

À partir des années 1850, la notoriété de Corot grandit, et le public et les marchands commencent à s’intéresser à lui. Ses parents disparus (sa mère en 1851, son père dès 1847), il se trouve à la fois plus indépendant financièrement et libéré des contraintes familiales.
Il continue à voyager, parcourt le Dauphiné en compagnie du peintre et ami Daubigny, avec qui il va peindre à Auvers-sur-Oise. Corot se rend régulièrement à Arras et Douai, chez Constant Dutilleux et ses deux gendres Charles Desavary et Alfred Robaut, avec qui il s’est lié d’amitié. Il s’initie auprès de Dutilleux à la technique du cliché-verre, dont il produira une soixantaine d’exemplaires. Il se rend à plusieurs reprises en Limousin, notamment à Saint-Junien, sur les bords de la Glane, site qui porte désormais son nom et au Mas Bilier, près de Limoges, chez un de ses amis. Il s'arrêtait souvent au lieu-dit « rocher de Sainte Hélène », propriété de la famille Pagnoux, pour prendre un rafraîchissement.
Il est, par ailleurs, de plus en plus attiré, à partir de 1850, par une peinture dans laquelle il laisse libre cours à son imagination, délaissant l’exactitude du paysage peint « sur le motif », qu’il remodèle à son gré, et renonçant aux récits historiques, qui ne sont plus qu’un prétexte à des paysages rêvés et baignés de halos argentés ou dorés. Le thème du « souvenir » devient prépondérant dans son œuvre, mêlant les réminiscences d’un site et les émotions qui restent associées dans la mémoire du peintre. Se succèdent alors des toiles telles que Matinée, Danse des Nymphes, Souvenir de Marcoussis ou le célèbre Souvenir de Mortefontaine.
En 1862-1863, il séjourne à Saintes et participe, avec Gustave Courbet, Louis-Augustin Auguin et Hippolyte Pradelles à un atelier de plein air baptisé « groupe du Port-Berteau » d'après le nom du joli site des bords de la Charente (dans la commune de Bussac-sur-Charente) adopté pour leurs séances communes de peinture. Point d'orgue de la convergence féconde entre les quatre artistes, une exposition collective réunissant 170 œuvres est présentée au public le 15 janvier 1863 à l’hôtel de ville de Saintes.
En 1846, il est fait chevalier de la Légion d'honneur pour son œuvre, et il est promu officier en 1867. Cependant, ses amis, considérant qu’il n’avait pas été officiellement reconnu à sa juste valeur (il n’avait pas reçu la médaille de première classe au Salon), lui offrirent leur propre médaille en 1874, peu avant sa mort.
Pendant les dernières années de sa vie, Corot gagne de fortes sommes d’argent grâce à ses toiles, qui sont très demandées. Sa générosité est proverbiale[réf. souhaitée] : en 1871, il donne 20 000 francs aux pauvres de Paris, qui subissent le siège des Prussiens. En 1872, il achète une maison à Valmondois, qu’il offre à Honoré Daumier, devenu aveugle et sans ressource. En 1875, il donne 10 000 francs à la veuve de Jean-François Millet pour l’aider à élever ses enfants. Sa générosité n’est donc pas une légende. Il aide également financièrement un centre pour jeunes déshérités, rue Vandrezanne, à Paris.

### Mort et funérailles
Il se retire à la fin de 1874 à Coubron, où se situent les vestiges de la forêt de Bondy.
Atteint d'un cancer de l'estomac, Corot rentre le 25 janvier 1875 à Paris et meurt le 22 février 1875 après être resté alité,, au no 56, rue du Faubourg-Poissonnière (10e arrondissement.
Il est inhumé au cimetière du Père-Lachaise (division 24).

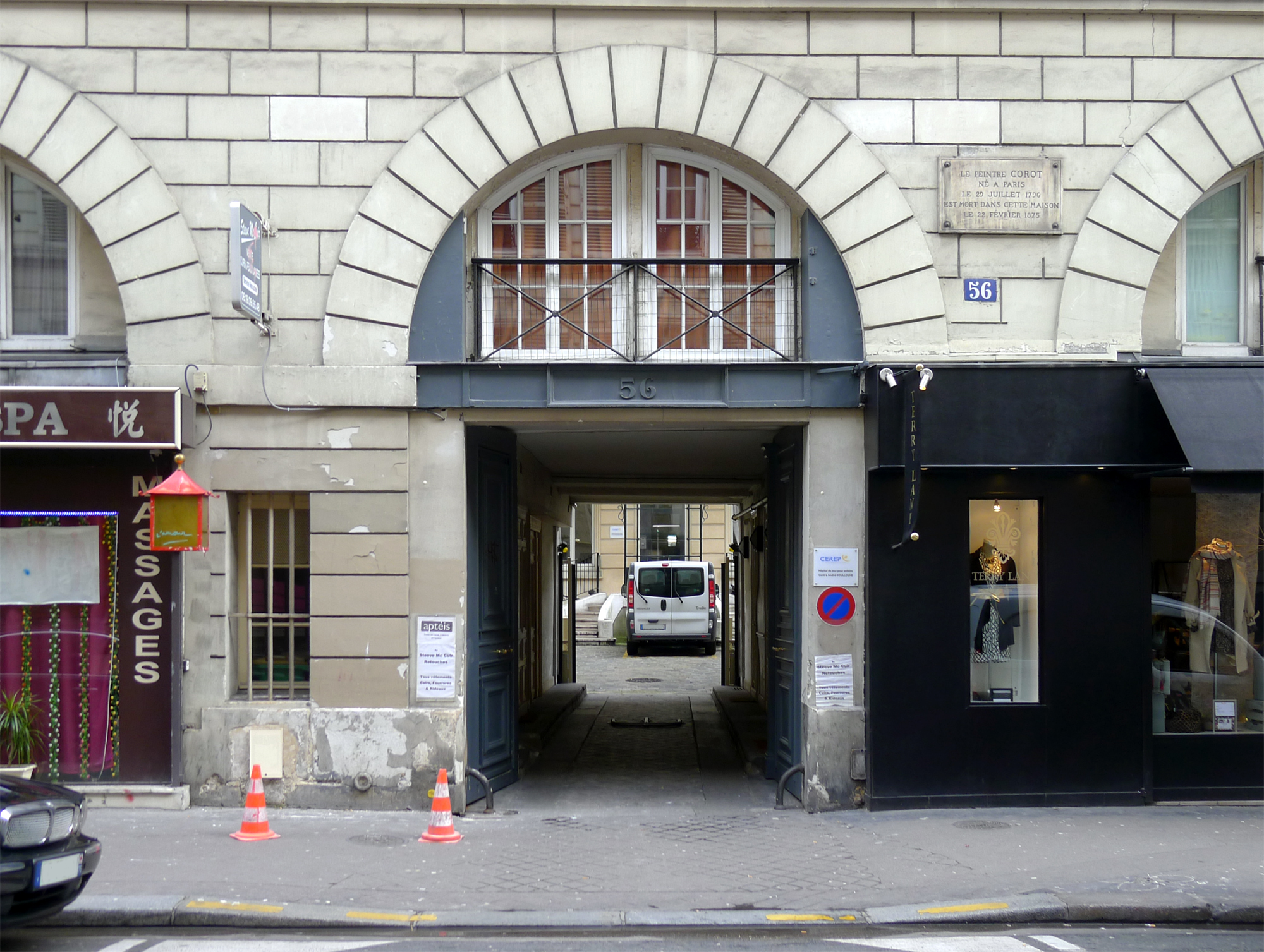
Le no 56 de la rue du Faubourg-Poissonnière où est mort Jean-Baptiste Corot.
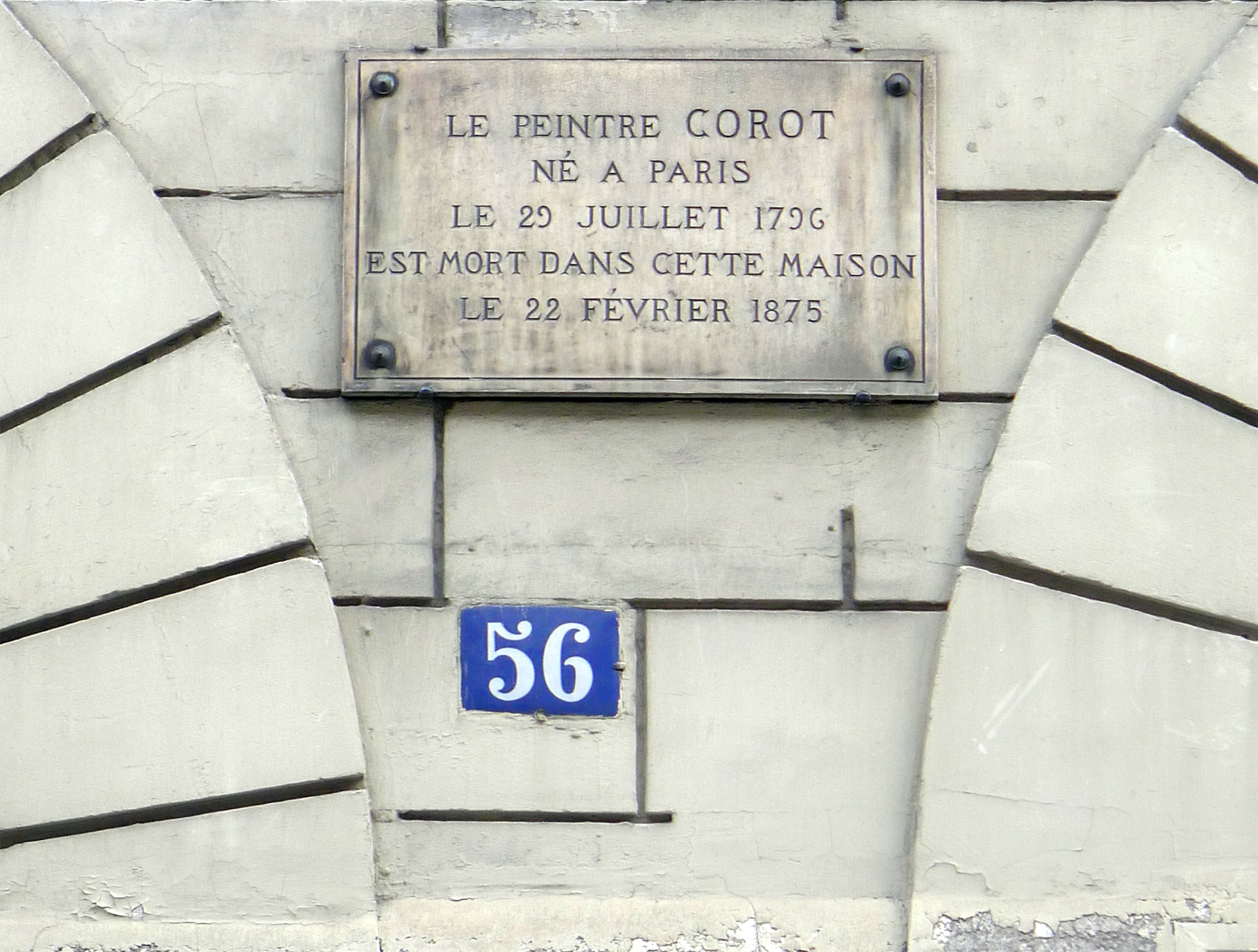
Plaque commémorative.
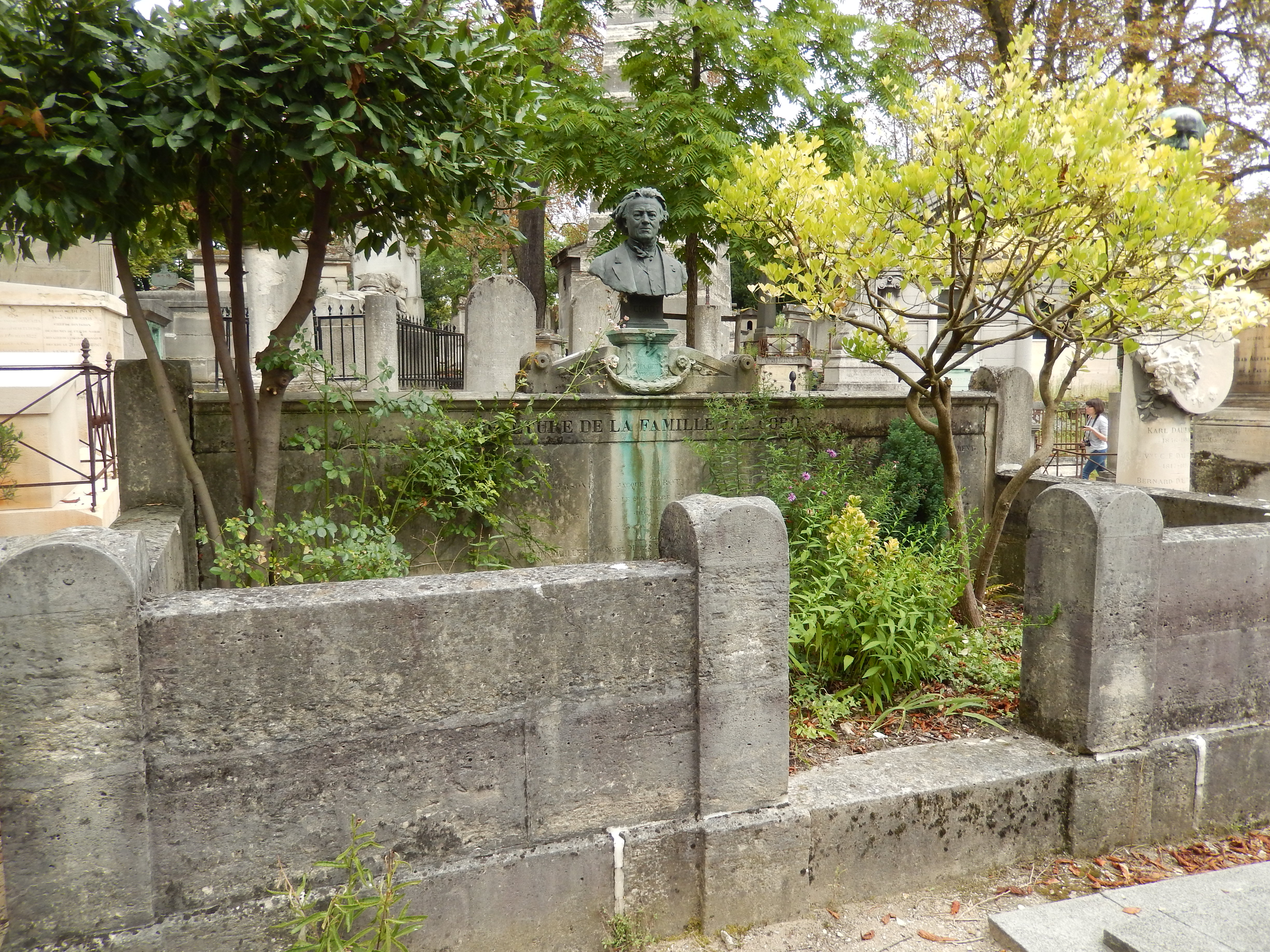
Tombe de Camille Corot (sculpture de Michel Léonard Béguine), Paris, cimetière du Père-Lachaise (division 24).

Une fontaine de marbre blanc ornée d’un médaillon de bronze sculpté par Adolphe-Victor Geoffroy-Dechaume, inaugurée le 27 mai 1880, borde la rive est de l'étang neuf de Ville-d'Avray.

## Le père de l'impressionnisme?
Corot est parfois appelé « le père de l’impressionnisme ». Toutefois, c’est une appréciation qu’il faut nuancer.
Ses recherches sur la lumière, sa prédilection pour le travail sur le motif et pour le paysage saisi sur le vif anticipent l’impressionnisme. Mais Corot craint les bouleversements, en art comme en politique, et il reste fidèle toute sa vie à la tradition néoclassique, dans laquelle il a été formé. S’il s’en écarte, vers la fin de sa carrière, c’est pour s’abandonner à l’imagination et à la sensibilité dans des souvenirs, qui annoncent le symbolisme autant ou davantage que l’impressionnisme. Corot, inspiré par Nicolas Poussin et Pierre-Henri de Valenciennes, peint en plein air ses études qu'il n'expose jamais, réalise ses tableaux en atelier puis à partir des années 1850 peint des tableaux de souvenirs faits de réminiscences.
Faire de Corot le « père de l’impressionnisme » semble ainsi être hasardeux, notamment du fait que le courant impressionniste s’est développé largement en dehors de lui, voire malgré lui, même s’il n’y est pas resté entièrement étranger ; et trop restrictif, parce que Corot a bâti une œuvre assez riche et variée pour toucher à tous les courants de son époque. Corot réalise en fait la transition entre la peinture néoclassique et la peinture de plein air.
Corot a lui-même influencé un grand nombre de peintres français. Louis Carbonnel aurait écrit à sa femme en 1921 : « Sans Corot, il n'y aurait point de Gadan ni de Carbonnel. Il n'y aurait point de lumière ».[réf. nécessaire]

## Œuvres

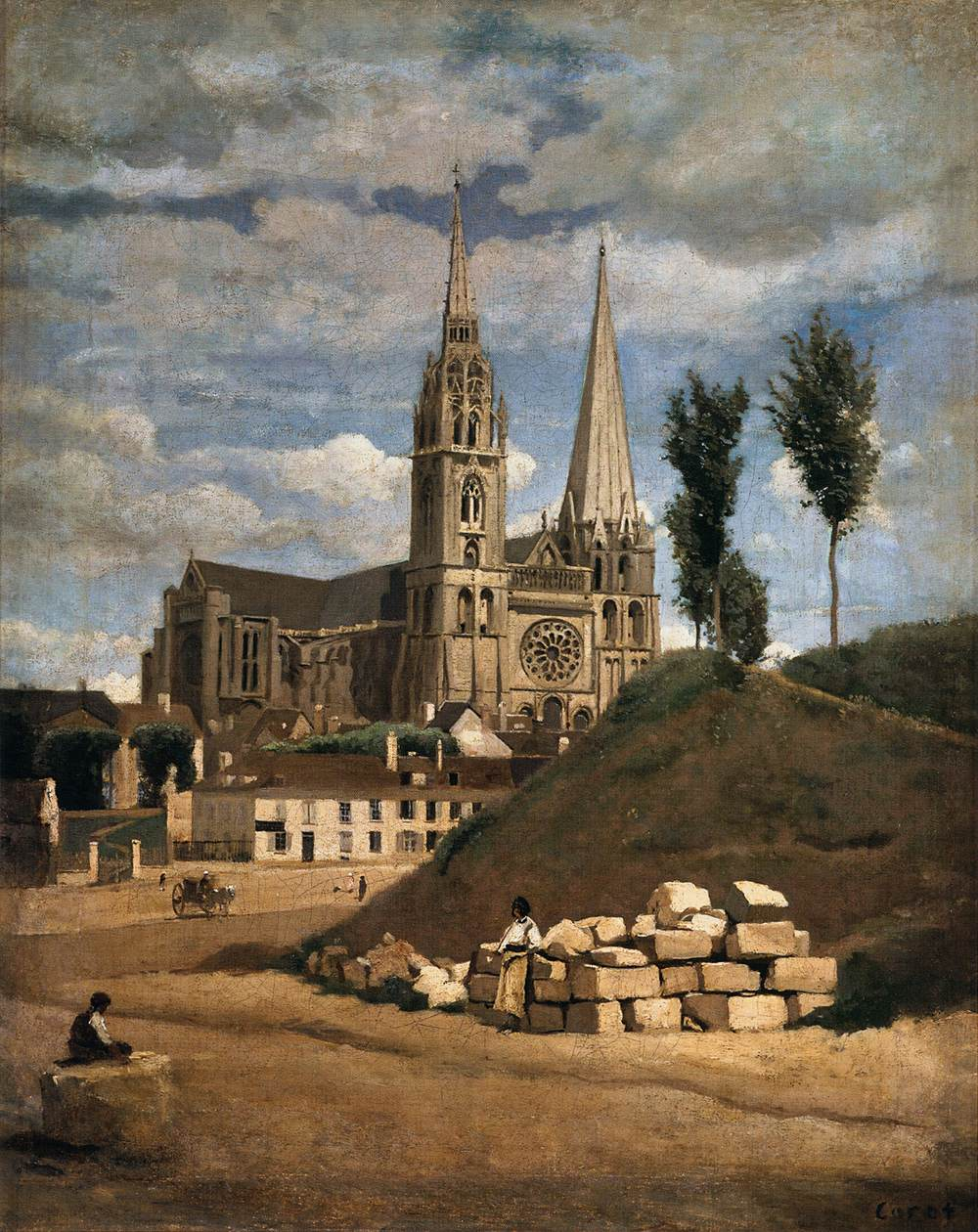
La Cathédrale de Chartres, (1830), Paris, musée du Louvre.

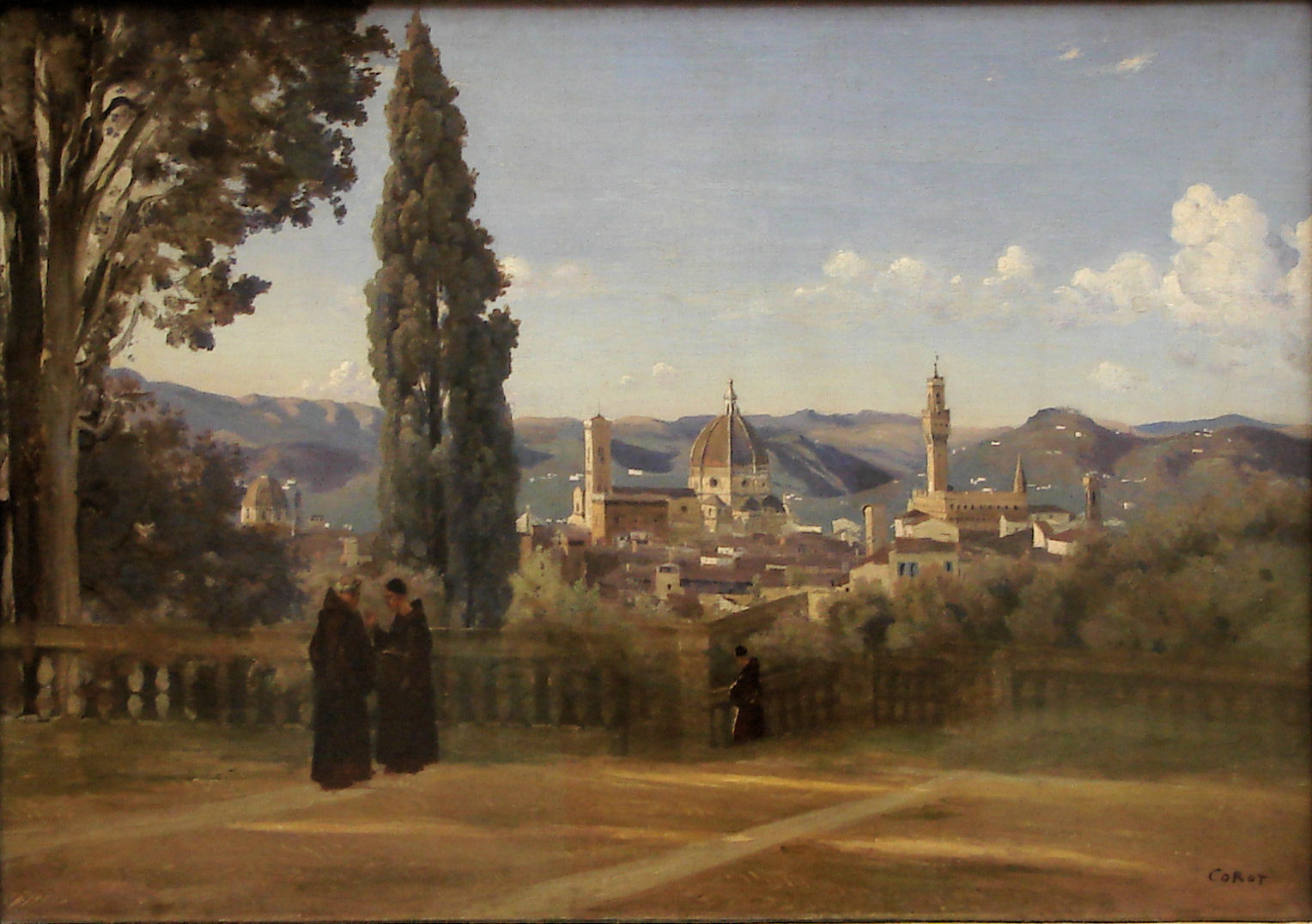
Vue de Florence depuis le jardin de Boboli (vers 1835-1840), Paris, musée du Louvre.

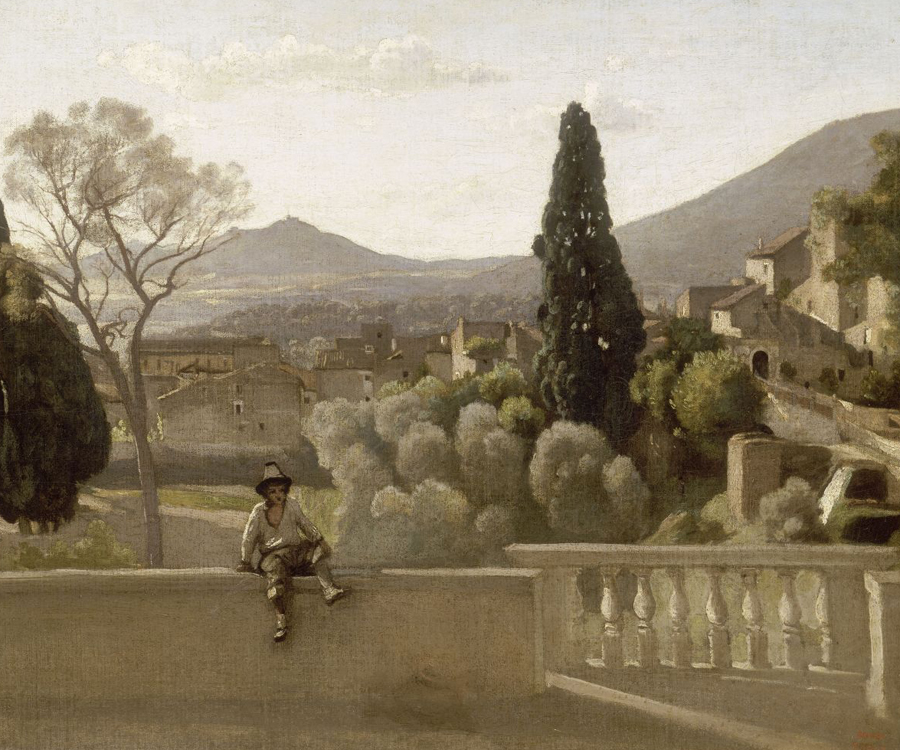
Tivoli, les jardins de la Villa d'Este (1843), Paris, musée du Louvre.

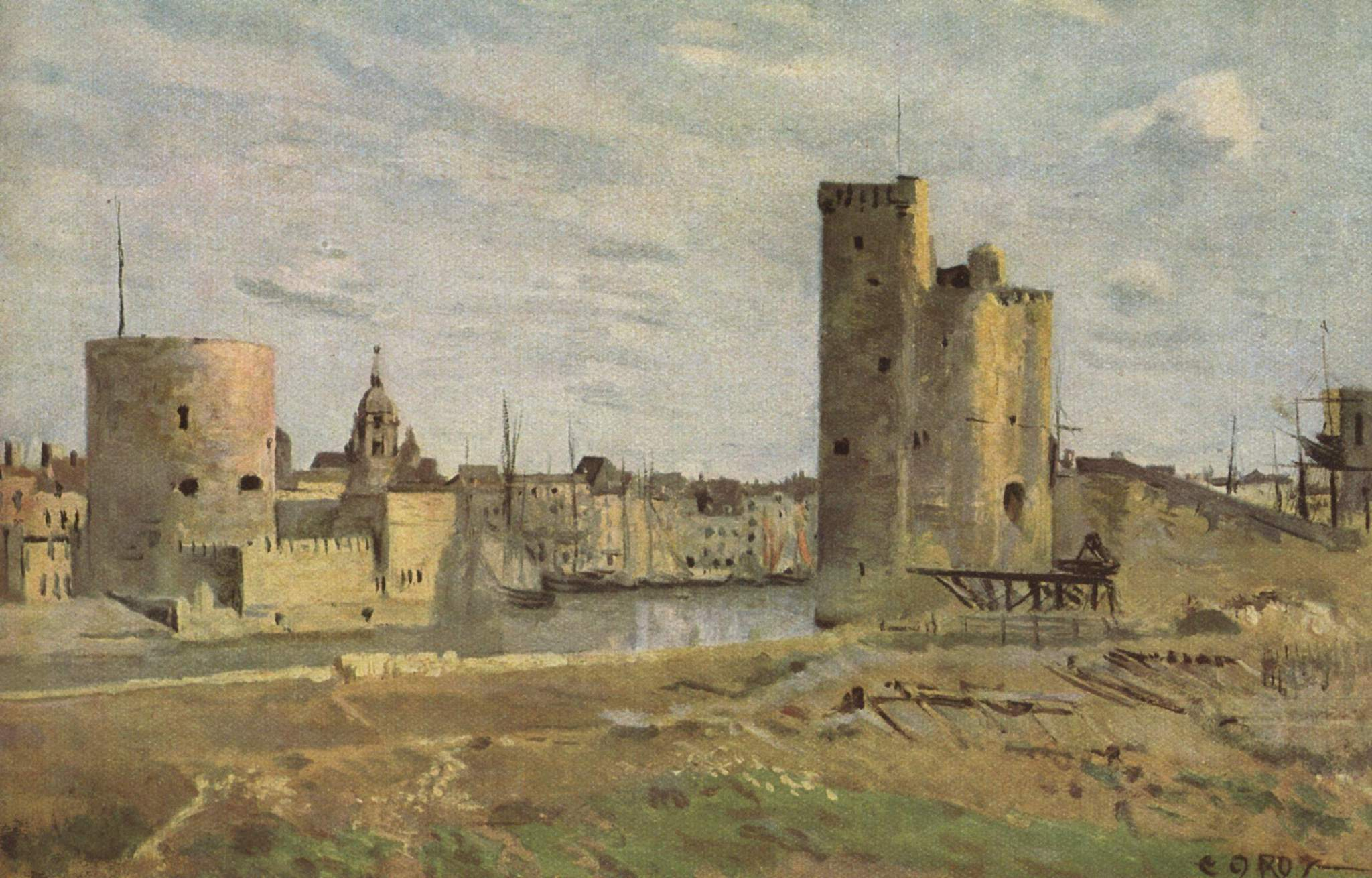
La Rochelle, entrée du port (1851), Paris, collection Georges Renand.

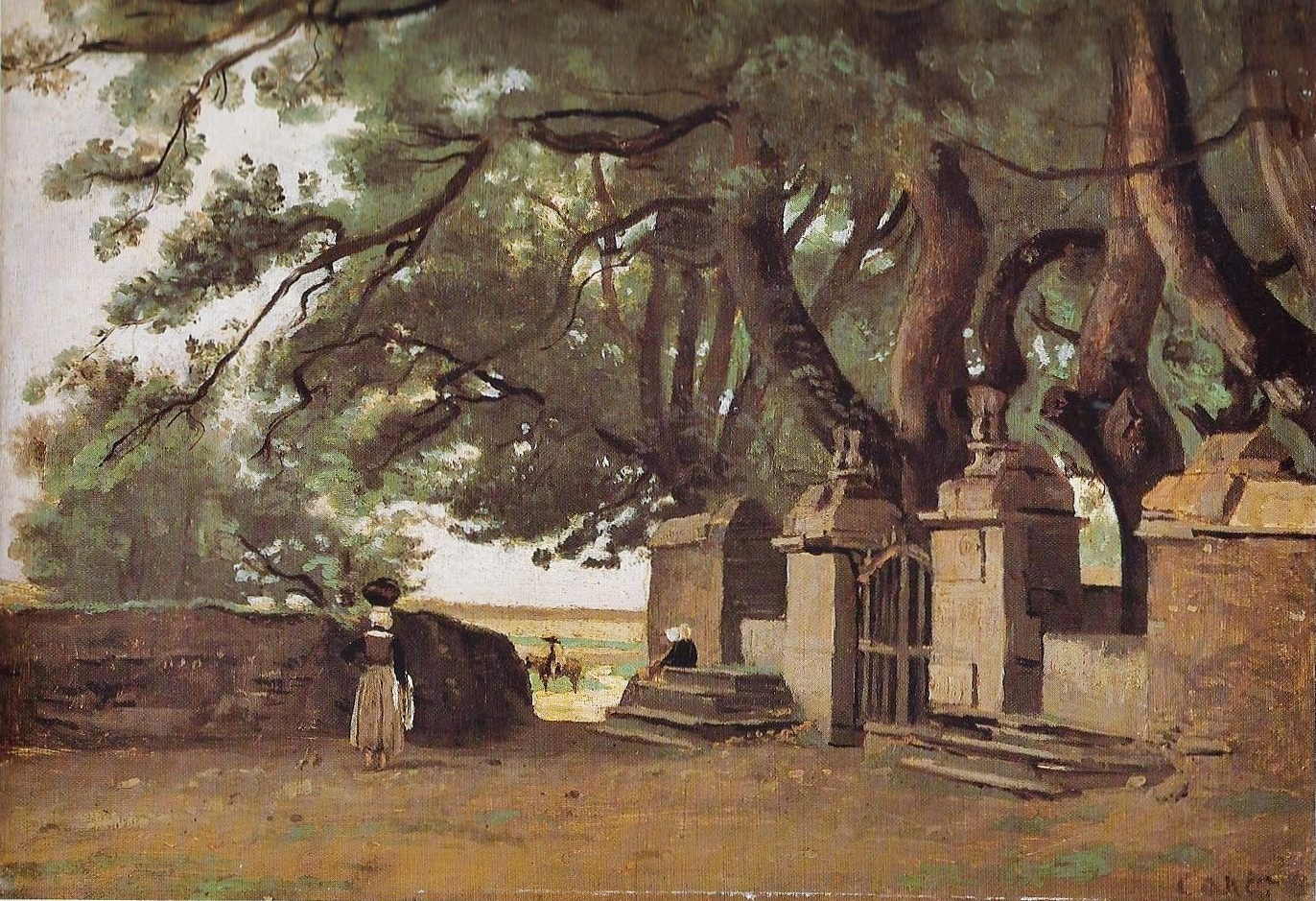
Le portail de l'enclos, chapelle Sainte-Suzanne à Mûr-de-Bretagne, vers 1840 (huile sur toile, musée du Louvre).

Corot est surtout connu comme peintre de paysages, mais il est également l’auteur de nombreux portraits (proches ou figures de fantaisie).
Il travaille vite, par des touches rapides et larges, et joue sur la lumière, grâce à une grande observation.
Dès son vivant sont apparus des faux Corot (faussaires, pasticheurs, sans compter les répliques par Corot lui-même ou ses œuvres qu'il prête à ses élèves, collègues ou amis pour qu'ils les copient) qui accréditent la légende selon laquelle il serait l’artiste qui détiendrait le record du plus grand nombre de faux : alors qu'il a peint de son vivant près de 3 000 tableaux (et autant de dessins et gravures), 10 000 versions signées du peintre existeraient dans les collections américaines. La collection du docteur Edouard Gaillot ou du docteur Jousseaume en sont de bons exemples. Celle de Jousseaume comprenait 2 414 faux Corot amassés tout au long de la vie du collectionneur : exposés comme authentiques en 1928 à Londres, ils sont même publiés dans un catalogue illustré, malgré le Catalogue raisonné et illustré des œuvres de Corot, ouvrage de référence d'Alfred Robaut et d'Étienne Moreau-Nélaton édité en 1905.
Sa signature en majuscule, « COROT », est volontairement[réf. nécessaire] facile à reproduire, d'où de nombreuses fausses attributions, involontaires ou intentionnelles, en raison de sa cote sur le marché de l'art qui, au cours du XXe siècle, voit surgir chaque année des centaines de nouvelles œuvres signées du peintre. Ainsi est-il difficile de trouver en France un musée des beaux-arts qui n'expose pas une de ses toiles. Qui plus est, Corot n'hésite pas à retoucher ou remanier les toiles de ses élèves dans un souci pédagogique (« travail d'atelier » courant dans la peinture ancienne) et, pour aider quelques peintres dans la misère, signe parfois leurs tableaux.
Jules Michelin fut son graveur attitré. Alfred Robaut a répertorié tous les tableaux de Corot, mais 300 sont réputés perdus.
Parmi les œuvres les plus célèbres, on peut citer, chronologiquement :
- Autoportrait, Corot à son chevalet (1825), Paris, musée du Louvre.
- Papigno, rives escarpées et boisées (1826), Valence (France), musée d'Art et d'Archéologie de Valence
- Le Pont de Narni (1826), Paris, musée du Louvre[29].
- Le Colisée vu des jardins Farnese (1826), Paris, musée du Louvre.
- La Promenade de Poussin, campagne de Rome, 1825-1828, peinture sur toile, 33 × 51 cm, musée du Louvre, Paris.
- La vasque de la villa Médicis (1828), Reims musée des Beaux-Arts[30].
- Rome, Le Tibre au château Saint-Ange (1826-1828), Paris, musée du Louvre.
- L’Île de San Bartolomeo (1826-1828), Boston, musée des Beaux-Arts de Boston.
- Barques à voiles échouées à Trouville (1829), Paris, musée d'Orsay.
- La Cathédrale de Chartres, 64 × 54 cm (1830), Paris, musée du Louvre (voir aussi dessin mine de plomb).
- Le Havre. La mer vue du haut des falaises (1830), musée du Louvre.
- Orléans, vue prise d'une fenêtre en regardant la tour Saint- Paterne (vers 1830), huile sur papier marouflé sur bois, 22 x 39,7 cm, Orléans, musée des Beaux-Arts[31].
- Paysanne en forêt de Fontainebleau (1830-1832), musée d'Art et d'Archéologie de Senlis.
- Autoportrait, la palette à la main (1830 - 1835?), Florence, Corridor de Vasari, galerie des autoportraits de la Galerie des Offices.
- Portrait de Marie-Louise Laure Sennegon (1831), Paris, musée du Louvre.
- Volterra, le municipe (1834), Paris, musée du Louvre.
- Agar dans le désert (1835), Metropolitan Museum of Art.
- Vue de Florence depuis le jardin de Boboli (v. 1835-1840), huile sur toile, 51 × 73,5 cm, musée du Louvre Notice no 000PE000660, sur la plateforme ouverte du patrimoine, base Joconde, ministère français de la Culture
- Vue de Volterra, 1838, San Diego, Timken Museum of Art.
- Fuite en Égypte (1840), Rosny-sur-Seine, église Saint Jean-Baptiste, en dépôt au musée de l'Hôtel-Dieu, Mantes-la-Jolie
- Le Petit Berger (1840), Metz, musée de la Cour d'Or.
- Le Verger (1840), Semur, musée municipal de Semur-en-Auxois
- L’Église de Lormes (1841) Boston, Wadsworth Atheneum.
- Champ de blé dans le Morvan (1842) Lyon, musée des Beaux-Arts.
- Marietta ou L'Odalisque romaine (1843), Paris, musée du Petit Palais.
- Tivoli, les jardins de la Villa d'Este (1843), Paris, musée du Louvre
- La Cueillette , (1843), Musée des Beaux-Arts de Beaune[32]
- Portrait de Madame Charmois dit Portrait de Claire Sennegon (1845), Paris, musée du Louvre.
- Le Baptême du Christ (1845-1847), Paris, église Saint-Nicolas-du-Chardonnet.
- Homère et les bergers (1845), Saint-Lô, musée de Saint-Lô.
- Vue du Forum romain (1846), Paris, musée du Louvre.
- L’Église de Rolleboise près de Mantes (entre 1850 et 1855), Paris, musée du Louvre.
- Le Port de La Rochelle (1851), New Haven, Yale University Art Gallery.
- La Rochelle, avant-port (1851), Copenhague, Ny Carlsberg Glyptotek.

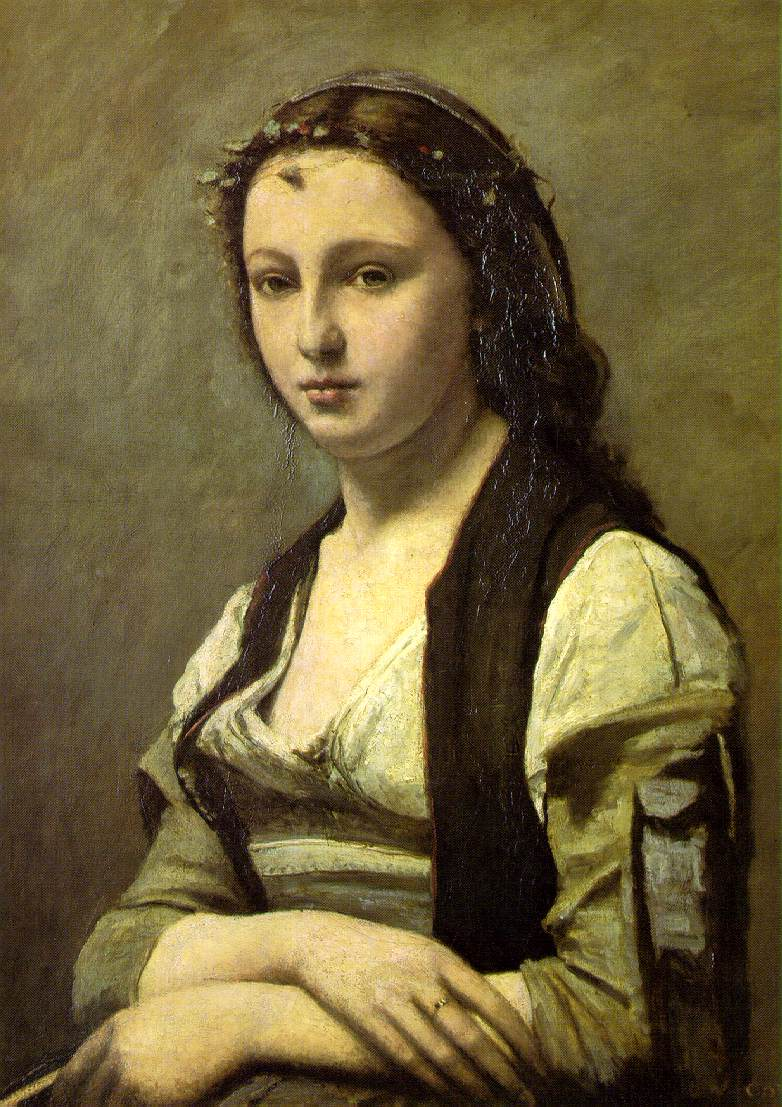
La Femme à la perle (1869), Paris, musée du Louvre.

- La Rochelle, entrée du port (1851), Paris, collection Georges Renand.
- Une matinée, danse des Nymphes (1850-1851), Paris, musée d’Orsay.
- L'Étang de la ville d'Avray (1855), huile sur toile, musée des Beaux-Arts d'Agen.
- Le Bain de Diane (1855), musée des Beaux-Arts de Bordeaux
- Cavalier dans le bois (1850-1855), Londres, National Gallery.
- Tour au bord de l’eau (1829), Paris, musée d’Orsay.
- Le Coup de vent (1855-1860), Reims, musée des Beaux-Arts[33].
- Le Concert champêtre (1857), Chantilly, musée Condé.
- Nymphes désarmant Amour (1857), Paris, musée du Louvre.
- Prairie et marais de Corsept au mois d’août à l’embouchure de la Loire (1857), (pour les personnages uniquement, le paysage étant de son ami Charles Le Roux), Paris, musée d'Orsay.
- Macbeth (1859), collection Wallace.
- Fillette à sa toilette (1860-1865) (huile sur carton), Paris, musée du Louvre.
- Le Lac (1861).
- Prairie près des marécages, Belgrade, musée national de Serbie.
- Souvenir de Mortefontaine (1864), Paris, musée du Louvre.
- L’Arbre brisé (1865).
- Pré devant le village (1865), Lyon, musée des beaux-arts.
- Mantes, la cathédrale et la ville vues à travers les arbres, le soir (1865-1868), Reims, musée des Beaux-Arts[34].
- Jeune femme au puits (1865-1870), au State Museum Kröller-Müller.

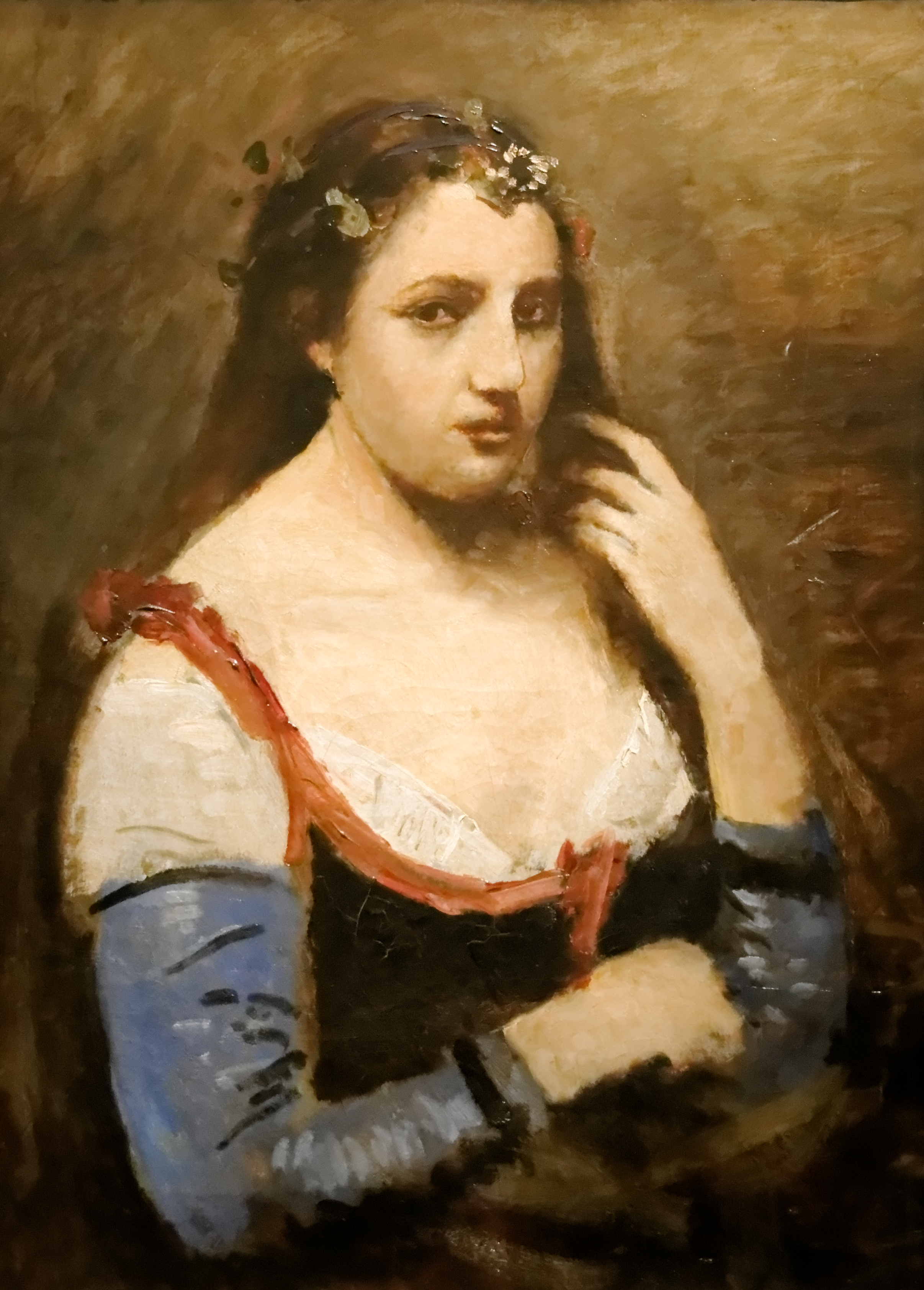
Femme avec des marguerites (vers 1870), Budapest, musée des Beaux-Arts.

- Italienne assise jouant de la mandoline (1865), collection O. Reinhart Winterthur.
- Agostina (1866), Washington, Washington Gallery of Art.
- La Lecture interrompue (1865-1870), Chicago, Art Institute of Chicago.
- L’Église de Marissel (1867), Paris, musée du Louvre.
- Le Pont de Mantes, (1868-1870), Paris, musée du Louvre.
- La Femme à la perle (1869), Paris, musée du Louvre.
- Le Beffroi de Douai (1871), Paris, musée du Louvre.
- L’Étang de Ville-d’Avray (1871), musée des beaux-arts de Rouen[35]
- Près d’Arras (1872), Arras, musée municipal.
- Le Parc des Lions à Port-Marly (1872), Madrid, Musée Thyssen-Bornemisza
- Pastorale — Souvenir d’Italie (1873), Glasgow, Glasgow Corporation Art Gallery.
- Sin-le-Noble (1873), Paris, musée du Louvre.
- Dunkerque, vue du port de pêche (1873), collection O. Reinhart Winterthur.
- La Dame en bleu (1874), huile sur toile, 80 × 80,5 cm, Paris, musée du Louvre[36].
- L’Intérieur de la cathédrale de Sens (1874), Paris, musée du Louvre.
- Liseuse interrompant sa lecture (1874), huile sur toile, 55 × 45 cm[37].
- Arbres et rochers à Fontainebleau (XIXe siècle, 4e quart), Arras, musée des beaux-arts
- L’Atelier Jeune femme au corsage rouge (1853-1865), Paris, musée d’Orsay.

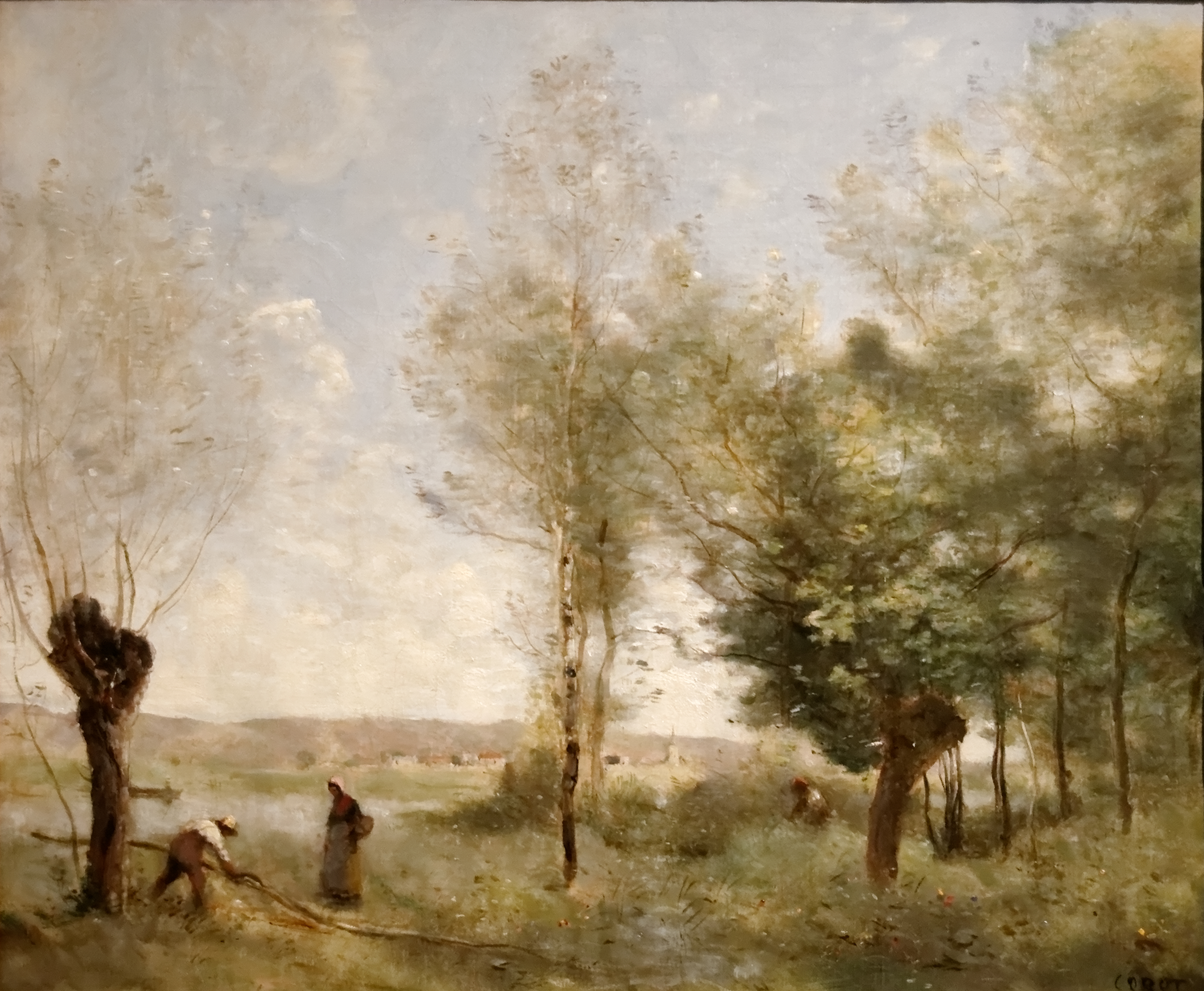
Souvenir de Coubron (1872), Budapest, musée des Beaux-Arts.

- Bohémienne rêveuse (1865-1870), Paris, collection privée.
- Jeune femme allongée, dessin, coll. Ernst Rouart.
- Mornex (Haute-Savoie) (1842), dessin, Paris, musée du Louvre
- Jeune femme assise, les bras croisés, (1835-1845), dessin, Paris, musée du Louvre; et de nombreux autres dessins.
- Jeune fille au béret, dessin, Lille, palais des Beaux-Arts.
- Orphée ramenant Eurydice des enfers (1861), musée des Beaux-Arts, Houston.
- Le Moine au violoncelle (1874), Hambourg, Hamburger Kunsthalle
- Biblis (1875, à titre posthume).
- Les Plaisirs du soir (1875, à titre posthume)

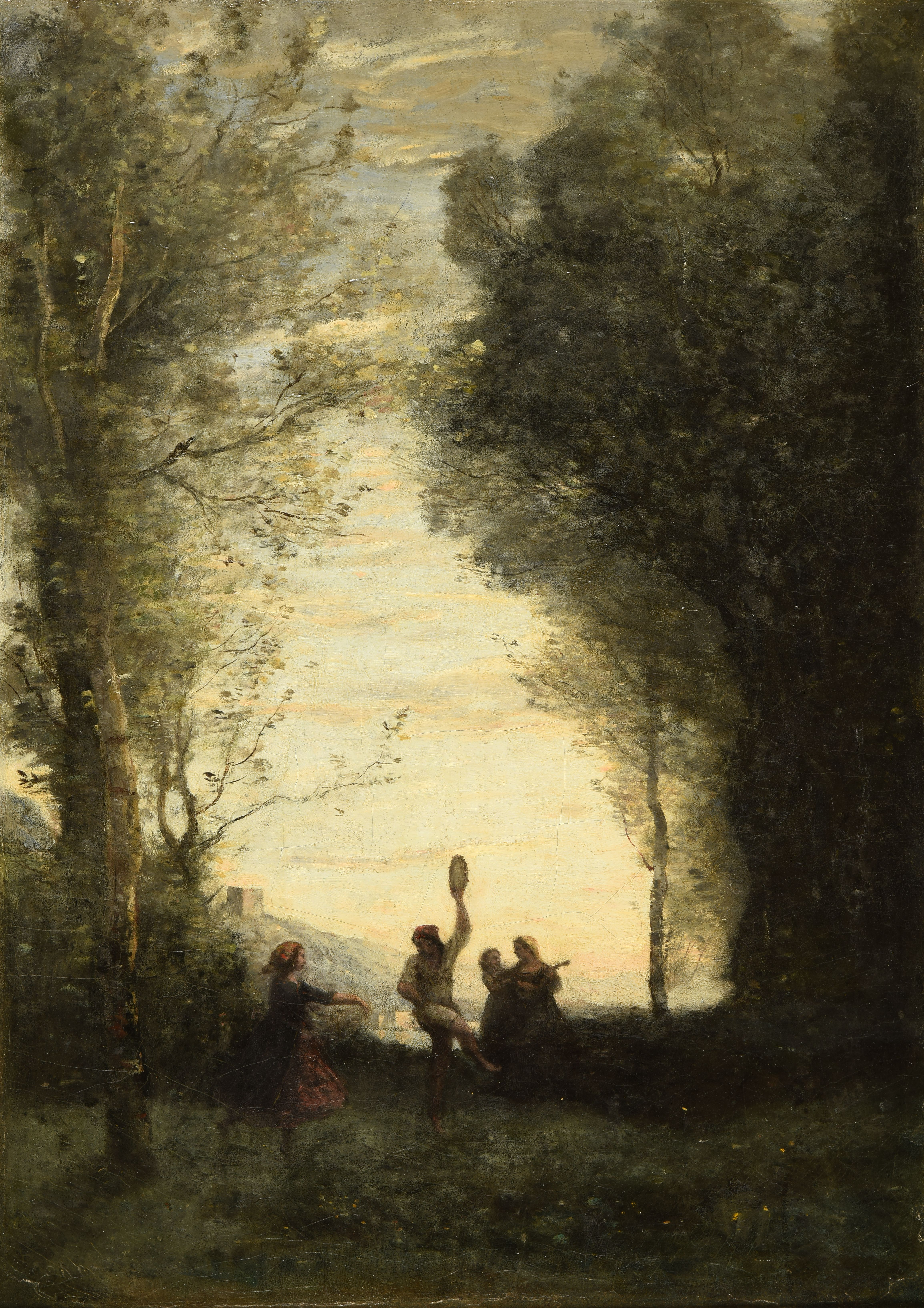
La Danse italienne, Reims musée des Beaux-Arts musée numérique

- La Danse italienne, Reims musée des Beaux-Arts musée numérique Les Bûcheronnes (1875, à titre posthume), musée des beaux-arts d'Arras ?[réf. souhaitée]

## Distinctions
- Officier de la Légion d'honneur (décret du 29 juin 1867). Il est nommé chevalier en 1847.
- Chevalier de l'ordre de Léopold (3 novembre 1872)[38].

## Collections publiques

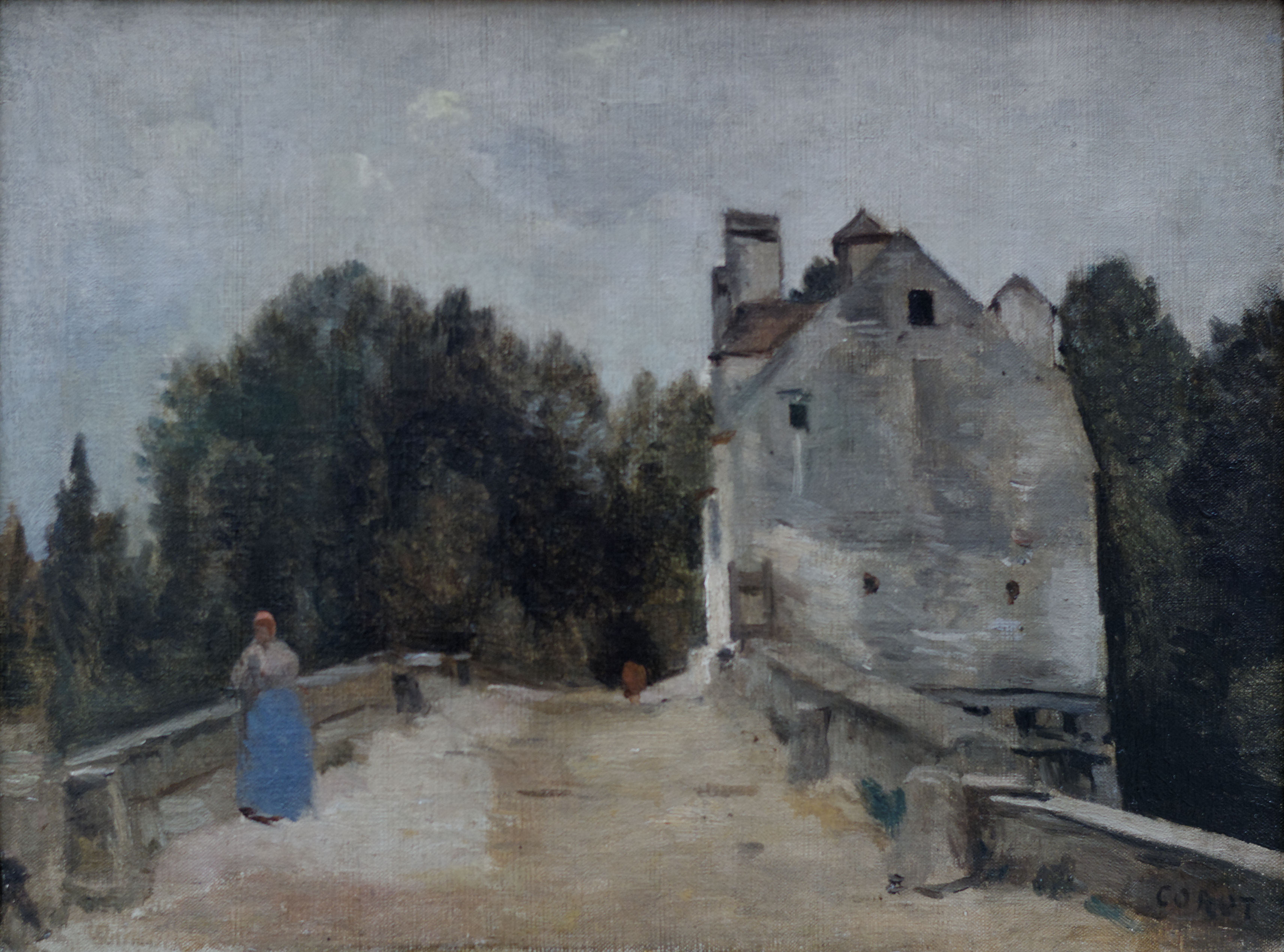
Pont et moulin près de Mantes (vers 1860-1865), Munich, Neue Pinakothek.

### En Algérie
- Musée national des Beaux-Arts d'Alger, deux toiles intitulées « Paysages d'Ile de France[39] »

### En Belgique
- Musées royaux des Beaux-Arts de Belgique, Bruxelles

### Au Canada
- Musée national des beaux-arts du Québec[40]

### En France
- Aix-les-Bains, musée Faure ;
- Arras, musée des Beaux-Arts ;
- Barbizon, musée des Peintres ;
- Beaune, musée des Beaux-Arts ;
- Bordeaux, musée des Beaux-Arts

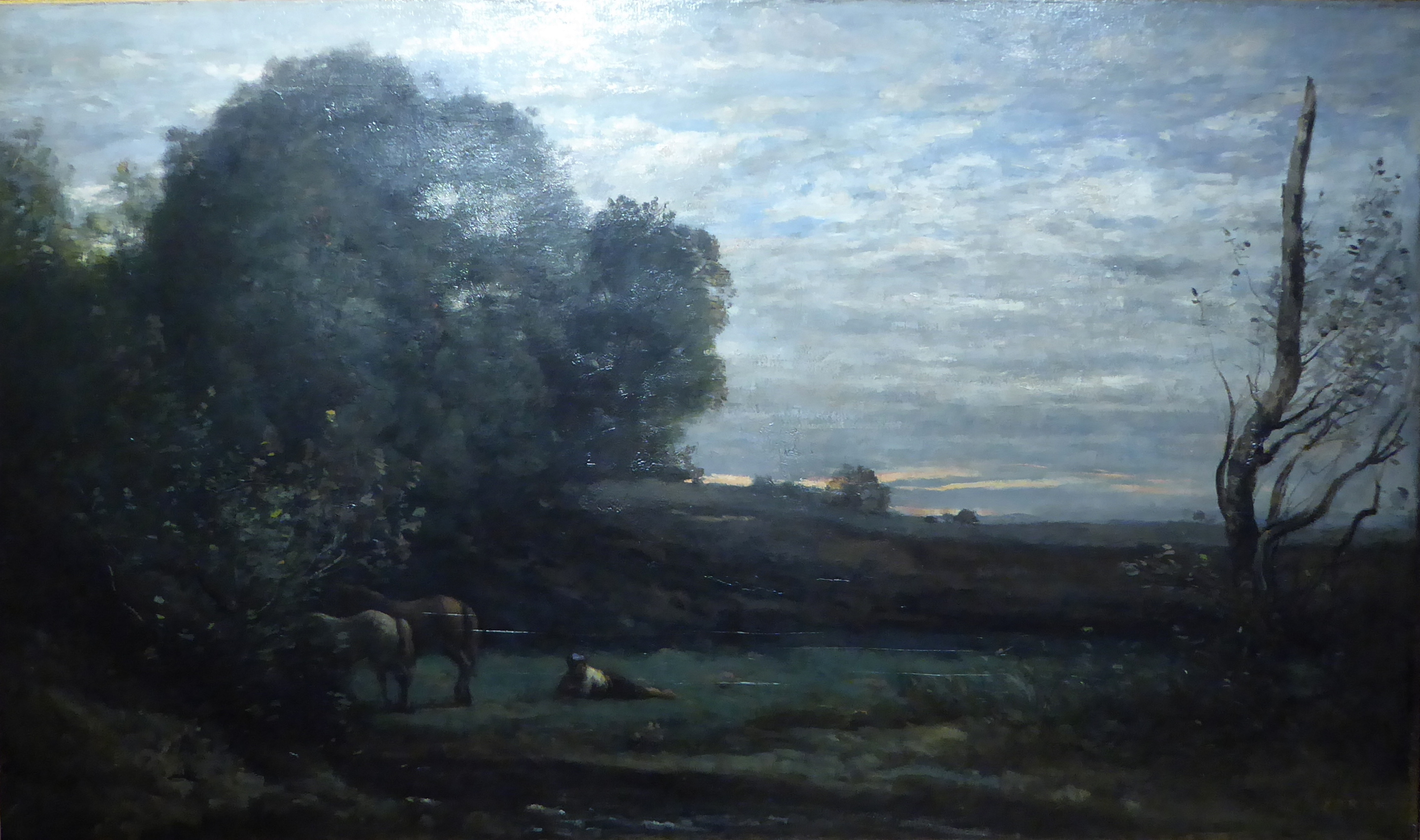
Le repos des chevaux, 1855-1875, musée des Beaux-Arts de Chartres.

- Boulogne-sur-Mer, musée des Beaux-Arts ;
- Carcassonne, musée des Beaux-Arts ;
- Chartres, musée des Beaux-Arts : Le repos des chevaux, après 1855 ;
- Clermont-Ferrand, musée d'Art Roger-Quilliot ;
- Lyon, musée des Beaux-Arts ;
- Lille, palais des Beaux-Arts ;
- Nantes, musée d'Arts[41] ;
- Orléans, musée des Beaux-Arts ;
- Paris
  - Musée d'Orsay ;
  - Musée du Louvre.
- Reims, musée des Beaux-Arts[42] ;

- Roanne, musée des Beaux-Arts et d'Archéologie Joseph-Déchelette, Paysage, l’automne vers 1858 ;
- La Rochelle, musée des Beaux-Arts ;
- Rouen, musée des Beaux-Arts : Un matin à Ville-d'Avray ;
- Saint-Lô, musée d'art et d'histoire ;
- Semur-en-Auxois : musée municipal de Semur-en-Auxois ;
- Senlis, musée d'Art et d'Archéologie ;
- Strasbourg, musée des Beaux-Arts, L’étang de Ville d’Avray[43], Orléans, vue prise d'une fenêtre en regardant la tour, Paysage du Morvan, Fraîcheur du matin.

### En Suisse
- Musée d'Art et d'Histoire de Genève
- Château de Gruyères - Salon Corot
- Musée du Petit Palais de Genève

## Réception critique
- Selon Charles Baudelaire, l’œuvre de cet « héritier romantique de Watteau » est « un miracle du cœur et de l’esprit. »[réf. nécessaire]
- « À la tête de l’école moderne du paysage, se place M. Corot. - Si M. Théodore Rousseau voulait exposer, la suprématie serait douteuse. » — Charles Baudelaire, Salon de 1845.
- « Corot est un peintre de race, très personnel, très savant, et on doit le reconnaître comme le doyen des naturalistes […] la fermeté et le gras de sa touche, le sentiment vrai qu’il a de la nature, la compréhension large des ensembles, surtout la justesse et l’harmonie des valeurs en font un des maîtres du naturalisme moderne. » — Émile Zola, Les Paysagistes, 1868.
- « Il est toujours le plus grand, il a tout anticipé… » Edgar Degas, 1883[réf. nécessaire].
- « Il y a un seul maître, Corot. Nous ne sommes rien en comparaison, rien. » Claude Monet, 1897[réf. nécessaire].

## Élèves
Corot a eu comme élèves des peintres traditionnellement associés à l’impressionnisme, ou considérés comme pré-impressionnistes, notamment :
- Auguste Anastasi (1820-1889)
- Louis-Augustin Auguin (1824-1903)
- Louis-Alexandre Bouché (1838-1911)
- Eugène Boudin (1824-1898)
- Antoine Chintreuil (1816-1873)
- Gustave-Henri Colin (1828-1910), après 1847
- Xavier de Dananche (1828-1894), graveur en paysages
- Alexandre Defaux (1826-1900)
- Albert Dubuisson (1850-1937)
- Léon-Charles Flahaut (1831-1920)
- Louis Français (1814-1897)
- Louis Aimé Japy (1839-1916)
- Marcellin de Groiseilliez (1837-1879)
- Antoine Guillemet (1843-1918)
- Eugène Lavieille (1820-1889), dès 1841
- Henri-Jean Lefortier (1819-1886)
- Stanislas Lépine (1835-1892), vers 1860
- Charles Le Roux (1814-1895)
- Ernest-Auguste Le Villain (1845-1916)
- Alphonse-Alexis Morlot 1838-1918)
- Achille Oudinot (1820-1891)
- Edma Morisot (1839-1921)
- Berthe Morisot (1841-1895)
- Camille Pissarro (1820-1891)
- Anatole Paul Ray (1825-1899)

## Hommages
- En 1874, une médaille à son effigie, « témoignage d'admiration pour son œuvre », a été commandée par ses amis et admirateurs au sculpteur Adolphe-Victor Geoffroy-Dechaume. Un exemplaire en est conservé à Paris au musée Carnavalet (ND 205).

- Rue Corot, dans le 16e arrondissement de Paris[44], ainsi qu'à : Angers, Clermont-Ferrand, Le Havre, Ronchin, etc.

- Rues Camille-Corot à : Arras, Cenon, Châlons-en-Champagne, Cholet, Limoges, Loos, Sainte-Catherine d'Arras, Saint-Lô, Perpignan, Rueil-Malmaison, etc.

- Rue Jean-Baptiste-Corot à : Nantes.

- Site Corot, à Saint-Junien (Haute-Vienne) : le peintre a séjourné à cet endroit, au bord de la Glane.
- Collège Jean-Baptiste-Corot à Aixe-sur-Vienne (Haute-Vienne).
- Lycee Jean-Baptiste-Corot a Savigny-sur-Orge (Essonne)

## Expositions
- Corot en Suisse, au Musée Rath de Genève (2010-2011).
- Corot. Le peintre et ses modèles, au musée Marmottan Monet de Paris (2018).
- Plein-air. De Corot à Monet, au musée des Impressionnismes de Giverny (2020).
- De Corot aux impressionnistes, hommage à Étienne Moreau-Nélaton, au musée d'Orsay de Paris (1991)

#### Bases de données et dictionnaires
- Ressources relatives aux beaux-arts :   - AGORHA
  - Art Institute of Chicago
  - Art UK
  - Artists of the World Online
  - Auckland Art Gallery
  - Bénézit
  - Bridgeman Art Library
  - British Museum
  - Collection de peintures de l'État de Bavière
  - Cooper–Hewitt, Smithsonian Design Museum
  - Galerie nationale de Finlande
  - Grove Art Online
  - J. Paul Getty Museum
  - Kunstindeks Danmark
  - MNBAQ
  - Musée d'art Nelson-Atkins
  - Musée d'Orsay
  - Musée des beaux-arts du Canada
  - Musée national du Victoria
  - Musée Städel
  - Musée Thyssen-Bornemisza
  - Museo Nacional de Artes Visuales
  - Museum of Modern Art
  - National Gallery of Art
  - Nationalmuseum
  - Österreichische Galerie Belvedere
  - RKDartists
  - SIKART
  - Smithsonian American Art Museum
  - Te Papa Tongarewa
  - Union List of Artist Names
- Ressources relatives à la musique :   - Discogs
  - MusicBrainz
- Ressource relative à la vie publique :   - base Léonore
- Ressource relative à la recherche :   - Isidore
- Notices dans des dictionnaires ou encyclopédies généralistes :   - Britannica
  - Brockhaus
  - Den Store Danske Encyklopædi
  - Deutsche Biographie
  - Dictionnaire historique de la Suisse
  - Enciclopedia italiana
  - Enciclopédia Itaú Cultural
  - Gran Enciclopèdia Catalana
  - Hrvatska Enciklopedija
  - Internetowa encyklopedia PWN
  - Nationalencyklopedin
  - Proleksis enciklopedija
  - Store norske leksikon
  - Treccani
  - Universalis
  - Visuotinė lietuvių enciklopedija
- Notices d'autorité :   - VIAF
  - ISNI
  - BnF (données)
  - IdRef
  - LCCN
  - GND
  - Italie
  - Japon
  - CiNii
  - Espagne
  - Belgique
  - Pays-Bas
  - Pologne
  - Israël
  - NUKAT
  - Catalogne
  - Suède
  - Vatican

#### Autres
- (en) Corot, dans Artcyclopedia.
- Corot et l'Italie, sur Terres de femmes.
- Corot et son rôle vis-à-vis de l'impressionnisme, sur impressionniste.net.
- Estampes de Camille Corot, sur la Bibliothèque numérique de l'INHA.